# Chen Xinhua
Chen Xinhua (Fu'an, 30 gennaio 1960) è un ex tennistavolista cinese naturalizzato inglese.
Ha rappresentato la Cina fino al 1990, quando ha ottenuto la cittadinanza inglese.
Rappresentando la Cina ha vinto la Coppa del mondo nel 1985, oltre a diverse medaglie ai mondiali e ai Campionati asiatici, mentre con l'Inghilterra ha vinto un argento agli Europei a squadre nel 1992 e il bronzo nella Coppa del mondo a squadre del 1990.
Era un difensore, cioè un giocatore che rinuncia ad attaccare per giocare difese tagliate  lontano dal tavolo, evitando di sbagliare e rispondendo agli attacchi avversari.